# Retrat de Beethoven (1804)
Aquest retrat de Beethoven és un oli sobre llenç pintat el 1804 per Willibrord Joseph Mähler quan Ludwig van Beethoven, amb 34 anys, gaudia d'un gran prestigi com a pianista a Viena. En aquella època estava component la seva Simfonia núm. 3 en mi bemoll major, op. 55 (coneguda com a Heroica).
És el primer de quatre retrats del compositor alemany pintats per Mähler, artista nascut al mateix barri que la mare de Beethoven, Maria Magdalena van Beethoven, i que entraria a formar part del grup selecte dels «amics de Bonn» de Beethoven, i els dos van mantenir la seva amistat la resta de la seva vida.
Es creu que Beethoven tenia en gran estima aquest retrat, ja que el mantenia sempre a la vista en el seu escriptori. Allà també tenia el del seu admirat avi, Ludwig van Beethoven, qui havia estat mestre de capella de l'orquestra del príncep elector de Colònia, realitzat per Amelius Radoux.<ref(anglès)«Amelius Radoux (1704-1773?), Ludwig van Beethoven (d. Ä.) (1712-1773) - Fotografie des Ateliers Gerlach & Wiedling nach dem Gemälde von Amelius Radoux.» Arxivat 2016-03-05 a Wayback Machine. Consultat el 26 de març de 2016.</ref>
La Biblioteca Pública de Nova York posseeix una còpia del retrat, pintada per un artista desconegut cap a 1808, que va pertànyer a Ferdinand Luib, propietari del Allgemeine Musikalische Zeitung. Fou biògraf de Franz Schubert i probablement l'hauria regalat a Alexander Wheelock Thayer, un dels primers biògrafs de Beethoven.

## Galeria

El retrato original comparado con la copia
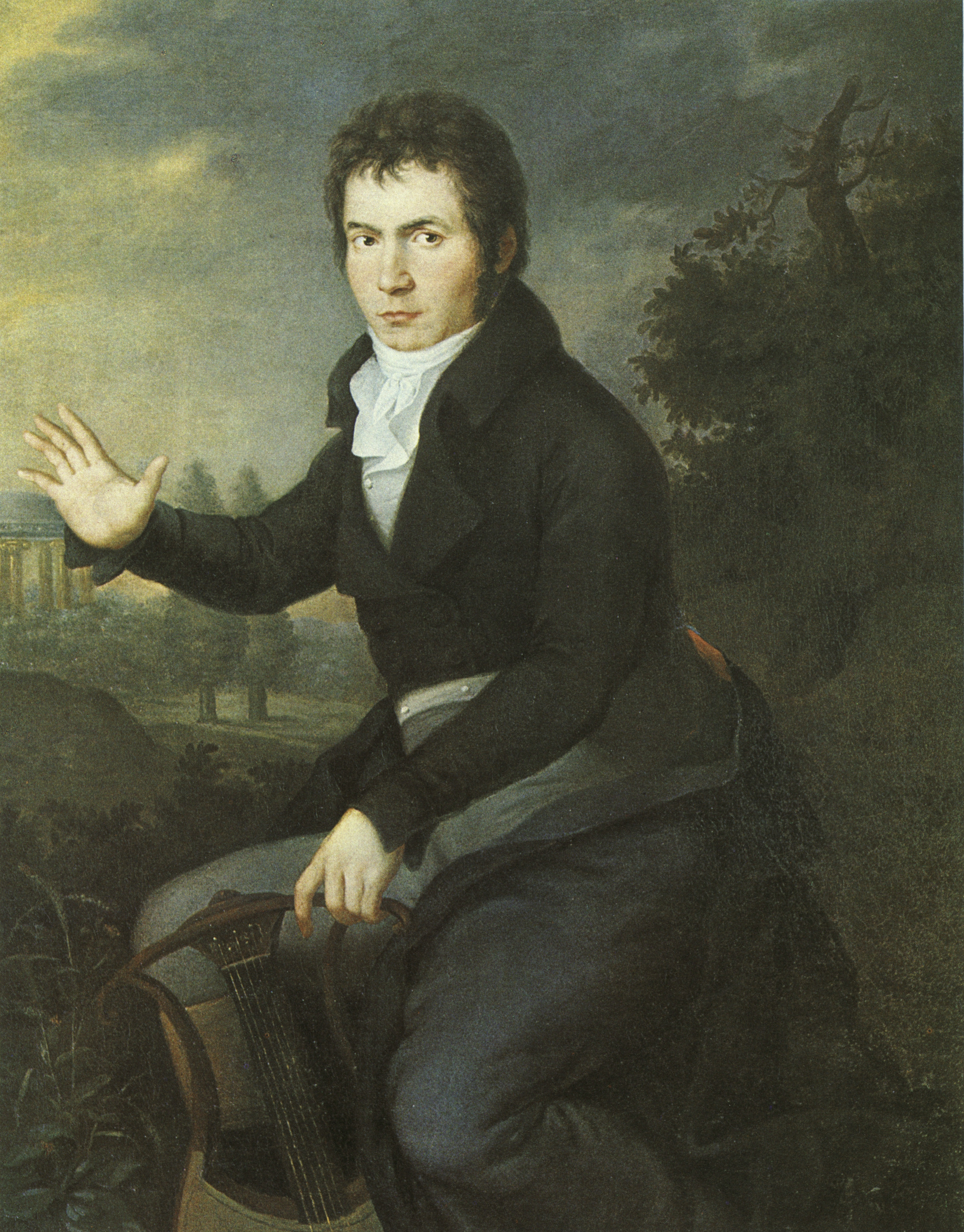
Retrat original
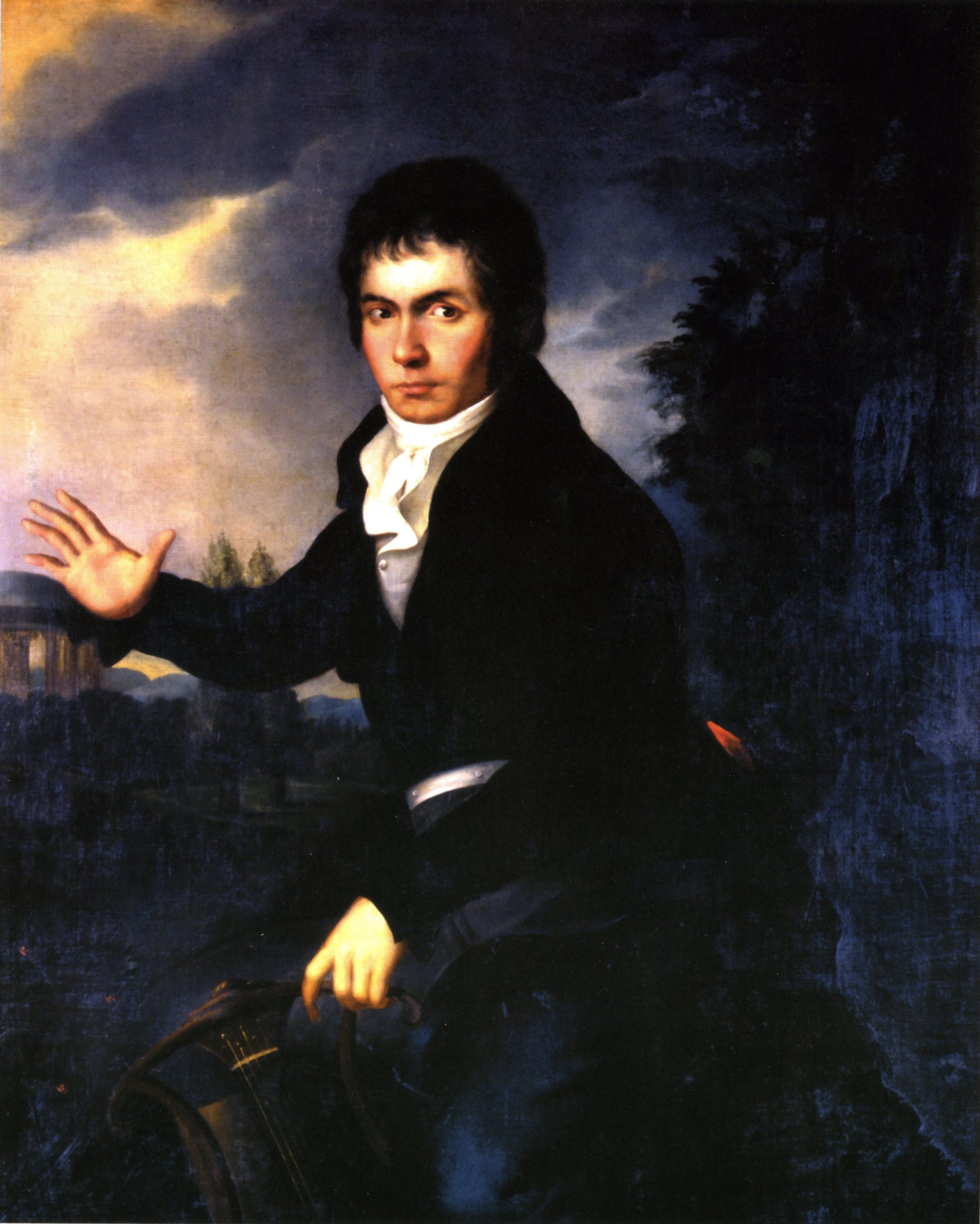
Còpia